# Coptopsylla smiti
Coptopsylla smiti är en loppart som beskrevs av Hubbard 1956. Coptopsylla smiti ingår i släktet Coptopsylla och familjen Coptopsyllidae. Inga underarter finns listade i Catalogue of Life.